# Iwan Conow
Iwan Nikołow Conow (bg. Иван Николов Цонов; ur. 31 lipca 1966 w Krasnowie) – bułgarski zapaśnik walczący w stylu wolnym. Dwukrotny olimpijczyk. Srebrny medalista z Seulu 1988 i dziewiętnasty w Sydney 2000. Startował w kategorii 48–54 kg.
Trzykrotny uczestnik mistrzostw świata, czwarty w 1999. Sześć razy stawał na podium mistrzostw Europy, mistrz w 1992. Mistrz Europy juniorów z 1984 roku.
- Turniej w Seulu 1988 – 48 kg

Przegrał w pierwszej walce z zawodnikiem radzieckim Siergiejem Karamczakowem, a potem pokonał Hour Jiunn-Yiha z Tajwanu, Mohammada Razigula z Afganistanu, Rajesha Kumara z Indii i zawodnika RFN Reinera Heugabela.
- Turniej w Sydney 2000 – 54 kg

Przegrał z Leonidem Czuczunowem z Rosji i Ukraińcem Ołeksandrem Zacharukiem i odpadł w turnieju.